# GameLine
GameLine – nieistniejąca już usługa dystrybucji gier komputerowych z początku lat 80. XX wieku, odbywająca się za pomocą strumienia danych poprzez połączenie wdzwaniane. Stworzona została przez firmę Control Video Corporation (CVC) w 1983 roku i przeznaczona była dla konsol z serii Atari 2600.
Użytkownicy (subskrybenci) usługi mogli pobierać gry dostępne na GameLine poprzez podłączenie do konsoli Atari 2600 specjalnego kartridża z wbudowanym modemem, który następnie podłączało się do linii telefonicznej. Pomysłodawcą i twórcą systemu był William von Meister. Pierwotnie próbował zainteresować nim firmy medialne, które miałyby przesyłać za pomocą tego kanału muzykę. Pomysł nie spotkał się jednak z odpowiednim odzewem ze strony potencjalnych inwestorów.
Za pośrednictwem GameLine były dostępne gry komputerowe różnych producentów, z których największym był Imagic. Liderzy rynku, tacy jak Atari, Activision, Coleco, Mattel, czy Parker Brothers nie zdecydowali się na współpracę z GameLine.
Roczna subskrypcja dostępowa do GameLine kosztowała użytkownika 49.95 dolarów amerykańskich.
Oprócz gier komputerowych twórcy planowali również dystrybucję innych treści. Planowali uruchomienie dodatkowych kanałów, m.in. z wiadomościami (NewsLine), z informacjami ze świata sportu (SportLine), bankowością online (BankLine), forami internetowymi (OpinionLine) czy też z pocztą elektroniczną (MailLine). Jednakże ze względu na krach w branży gier komputerowych, jaki miał miejsce w roku 1983, firma Control Video Corporation upadła.